# Émile Vauzelle, Morel et Compagnie
Émile Vauzelle, Morel et Compagnie war ein französischer Hersteller von Automobilen.

## Unternehmensgeschichte
Das Unternehmen Emile Vauzelle, Morel & Cie aus Paris begann 1902 mit der Produktion von Automobilen. Der Markenname lautete zunächst Vauzelle-Morelle. Im gleichen Jahr endete die Produktion vorübergehend. Zwischen 1907 und 1908 entstanden erneut Automobile, die diesmal unter dem Markennamen Vauzelle vermarktet wurden.

## Fahrzeuge
Das Modell von 1902 war mit einem Einbaumotor von Aster mit 5 PS Leistung ausgestattet. An der Fahrzeugfront befand sich eine Haube, die den Motorhauben von De Dion-Bouton ähnelte. Allerdings war der Motor unter der Sitzbank montiert. Das Zweiganggetriebe kam von Bozier.
Das Modell, das zwischen 1907 und 1908 angeboten wurde, verfügte über einen Vierzylindermotor mit 1815 cm³ Hubraum, der vorne im Fahrzeug montiert war.